# Henrique da Rocha Lima
Henrique da Rocha Lima (ur. 24 listopada 1879, zm. 26 kwietnia 1956) – brazylijski lekarz i patolog. 
Pracując w Niemczech odkrył bakterię Rickettsia prowazekii, patogen wywołujący tyfus plamisty. Nazwał go na cześć zmarłego na tyfus przyjaciela, Stanislausa von Prowazka. 
Henrique da Rocha Lima otrzymał dyplom lekarza w Szkole Medycznej w Rio de Janeiro w 1905. Był jednym z założycieli Instytutu Oswaldo Cruza, gdzie pracował z innymi brazylijskimi naukowcami, między innymi Oswaldem Cruzem, Adolfem Lutzem, Carlosem Chagasem. Rocha Lima otrzymał katedrę anatomii patologicznej na Uniwersytecie Ludwika i Maksymiliana w Monachium, a następnie w Instytucie Chorób Tropikalnych w Hamburgu. Był prezesem Brazylijskiego Towarzystwa Rozwoju Nauki. Na jego cześć nazwano w 2007 roku Gram-ujemne bakterie Bartonella rochalimae.